# Лука Кадалора
Лу́ка Кадало́ра (італ. Luca Cadalora; нар. 17 травня 1963, Модена, Емілія-Романья, Італія) — колишній італійський мотогонщик, триразовий чемпіон світу з шосейно-кільцевих мотогонок MotoGP: двічі в класі 250сс (1991, 1992) та одного разу у класі 125сс (1986). Протягом кар'єри йому доводилось боротись з такими гонщиками, як Кевін Швантс, Вейн Рейні та Мік Дуейн. Був найуспішнішим італійським гонщиком в «королівському» класі до появи Макса Б'яджі та Валентіно Россі.

## Біографія

### Кар'єра у MotoGP
Лука Кадалора почав кар'єру професійного мотогонщика у 1984 році, виступаючи у чемпіонаті світу з шосейно-кільцевих мотоперегонів MotoGP в класі 125cc на мотоциклі MBA.
У 1986 році Кадалора виграв чемпіонат світу у класі 125cc, виступаючи за заводську команду Garelli. Цей успіх дозволив йому в наступному сезоні перейти до вищого класу 250cc, підписавши контракт із заводською командою Yamaha, якою керував тоді Джакомо Агостіні.
У 1991 році Лука перейшов до заводської команди Honda, з якою відразу ж виграв чемпіонат у класі 250сс, виступаючи на мотоциклі Honda NSR250. Він успішно захистив свій титул з Honda в наступному, 1992 році, вигравши свій третій чемпіонат світу.
У 1993 році він перейшов до «королівського» класу мотогонок — 500cc, ставши партнером по команді Вейна Рейні. В ту епоху MotoGP в категорії домінували американці, тому Луці довелось докласти максимум зусиль для досягнення результатів. Проте вже в наступному сезоні він став віце-чемпіоном світу  вслід за Міком Дуейном.
Для сезону 1997 року Кадалора отримав контракт з гоночною командою австрійського підприємця «Promotor», яка мала офіційну заводську підтримку Yamaha. Однак, після декількох Гран-Прі, команда припинила свою участь у чемпіонаті через фінансові проблеми. Команда WCM, заручившись допомогою Red Bull GmbH, допомогла Кадалорі продовжити сезон, який він закінчив на шостому місці. На початку сезону 1998 року WCM і Кадалора втратили офіційну підтримку Yamaha, тому Лука змушений був повернутись у команду Вейна Рейні «Rainey Yamaha», замінивши у ній на декілька етапів травмованого Жана-Мішеля Бейля, після чого він брав участь у розробці нового мотоциклу для MuZ. У 1999 році Кадалора виступав у чемпіонаті за MuZ.
Лука закінчив свою кар'єру в команді Кенні Робертса «Roberts Modenas» у 2000 році.
В епоху «золотої ери» MotoGP, яка сяяла багатьма талантами, такими як Дуейн, Рейні і Швантс, Кадалора вважався загадкою: він міг перемогти найкращих гонщиків у світі в одній гонці, а в наступній продемонструвати погані результати. Італійцю не вистачало стабільності на найвищому рівні в цьому виді спорту.

### Кар'єра у WSB
Після пробної їзди на Ducati в 1998 році на тестах у Муджелло, в 2000 році Лука підписує контракт з Ducati Corse як тест-пілот.
У силу цієї угоди, а також аварії, яка трапилась 25 квітня 2000 року на другому Гран-Прі сезону у Австралії з чинним чемпіоном світу Карлом Фогерті, Лука дебютував у чемпіонаті світу World Superbike у Донінгтоні. Оскільки результати Кадалори були невисокими (вилетів у першій гонці і 17-е місце у другій), то вже на наступному етапі його замінив Трой Бейліс.

## Статистика виступів

### MotoGP
Система нарахування очок, яка діяла у період 1969-1987 років:
| Місце | 1  | 2  | 3  | 4 | 5 | 6 | 7 | 8 | 9 | 10 |
| Очки  | 15 | 12 | 10 | 8 | 6 | 5 | 4 | 3 | 2 | 1  |

Система нарахування очок, яка діяла у період 1988-1992 років:
| Місце | 1  | 2  | 3  | 4  | 5  | 6  | 7 | 8 | 9 | 10 | 11 | 12 | 13 | 14 | 15 |
| Очки  | 20 | 17 | 15 | 13 | 11 | 10 | 9 | 8 | 7 | 6  | 5  | 4  | 3  | 2  | 1  |

Система нарахування очок, яка діяла з 1993 року:
| Місце | 1  | 2  | 3  | 4  | 5  | 6  | 7 | 8 | 9 | 10 | 11 | 12 | 13 | 14 | 15 |
| Очки  | 25 | 20 | 16 | 13 | 11 | 10 | 9 | 8 | 7 | 6  | 5  | 4  | 3  | 2  | 1  |

#### В розрізі сезонів
| Сезон  | Клас   | Команда             | Мотоцикл    | Гонки | Пер | Под | ПП | Очки | Місце |
| ------ | ------ | ------------------- | ----------- | ----- | --- | --- | -- | ---- | ----- |
| 1984   | 125cc  | ELIT MBA            | MBA 125     | 8     | 0   | 1   | 0  | 27   | 8     |
| 1985   | 125cc  | Team Italia MBA     | MBA 125     | 6     | 0   | 0   | 1  | 4    | 17    |
| 1986   | 125cc  | Team Italia Garelli | Garelli 125 | 11    | 4   | 8   | 5  | 122  | 1     |
| 1987   | 250cc  | Marlboro Yamaha     | TZ250       | 14    | 0   | 3   | 3  | 63   | 7     |
| 1988   | 250cc  | Marlboro Yamaha     | TZ250       | 15    | 2   | 3   | 1  | 138  | 6     |
| 1989   | 250cc  | Marlboro Yamaha     | TZ250       | 15    | 2   | 5   | 3  | 127  | 5     |
| 1989   | 500cc  | Marlboro Yamaha     | YZR500      | 1     | 0   | 0   | 0  | 8    | 26    |
| 1990   | 250cc  | Marlboro Yamaha     | TZ250       | 15    | 3   | 7   | 2  | 184  | 3     |
| 1991   | 250cc  | Rothmans Honda      | NSR250      | 15    | 8   | 12  | 4  | 237  | 1     |
| 1992   | 250cc  | Rothmans Honda      | NSR250      | 13    | 7   | 9   | 2  | 203  | 1     |
| 1993   | 500cc  | Marlboro Yamaha     | YZR500      | 13    | 2   | 4   | 1  | 145  | 5     |
| 1994   | 500cc  | Marlboro Yamaha     | YZR500      | 13    | 2   | 6   | 4  | 174  | 2     |
| 1995   | 500cc  | Marlboro Yamaha     | YZR500      | 13    | 2   | 6   | 3  | 176  | 3     |
| 1996   | 500cc  | Kanemoto Honda      | NSR500      | 15    | 2   | 4   | 0  | 168  | 3     |
| 1997   | 500cc  | Promotor Yamaha     | YZR500      | 15    | 0   | 4   | 0  | 129  | 6     |
| 1997   | 500cc  | WCM Yamaha          | YZR500      | 15    | 0   | 4   | 0  | 129  | 6     |
| 1998   | 500cc  | Rainey Yamaha       | YZR500      | 4     | 0   | 0   | 0  | 10   | 23    |
| 1998   | 500cc  | Suzuki              | RGV500      | 4     | 0   | 0   | 0  | 10   | 23    |
| 1998   | 500cc  | MuZ-Weber           | Muz 500     | 4     | 0   | 0   | 0  | 10   | 23    |
| 1999   | 500cc  | MuZ-Weber           | Muz 500     | 7     | 0   | 0   | 0  | 14   | 20    |
| 2000   | 500cc  | Roberts Modenas     | KR3         | 2     | 0   | 0   | 0  | 3    | 27    |
| Всього | Всього | Всього              | Всього      | 195   | 34  | 72  | 29 | 1932 |       |

### WSB

#### В розрізі сезонів
| Сезон  | Команда           | Мотоцикл   | Гонки | Перемоги | Подіуми | Поули | Очки | Місце |
| ------ | ----------------- | ---------- | ----- | -------- | ------- | ----- | ---- | ----- |
| 2000   | Ducati Infostrada | Ducati 996 | 2     | 0        | 0       | 0     | 0    | НК    |
| Всього | Всього            | Всього     | 2     | 0        | 0       | 0     | 0    |       |

## Рекорди
- Луці Кадалорі належить рекорд чемпіонату світу MotoGP в класі 500сс/Moto2 за кількістю послідовних результативних фінішів (коли він отримував очки) — 34.[5]